# Ceratobaeus floris
Ceratobaeus floris är en stekelart som beskrevs av Kononova och Fursov 2005. Ceratobaeus floris ingår i släktet Ceratobaeus och familjen Scelionidae. Inga underarter finns listade i Catalogue of Life.